# فرجام‌خواهی
فرجام‌خواهی به معنی درخواست رسیدگی دوباره به یک پرونده کیفری یا حقوقی است و دادگاه فَرجام یا دیوان تمیز دادگاهی است که عمدتاً به فرجام‌خواهی رأی‌های صادر شده توسط یکی از دادگاه‌های عمومی یا تجدید نظر کشوری رسیدگی می‌کند. در بسیاری از کشورها رأی‌های دادگاه فرجام را نمی‌توان فرجام‌خواهی نمود.
در بسیاری از کشورها کار فرجام‌خواهی بر عهده دیوان عالی کشور است.
کار دادگاه فرجام، نگریستن به تصمیمات دادگاه‌های پژوهشی و تعیین سازگاری این تصمیمات با قانون است. دادگاه فرجام نگهبان یگانگی رویه دادرسی است و از نظر انتظامی بر دستگاه قضایی نظارت دارد.
در برخی کشورها اگر شخصی بخواهد یک پرونده کیفری را بازگشایی نماید، امکان فرجام‌خواهی رأی در «دادگاه خاص فرجام نهایی» نیز وجود دارد. این امر می‌تواند به دلیل پیدا شدن یک مدرک جدید در پرونده‌ای که پیش تر بسته شده بوده‌است، انجام شود.
حکم یا قراری که از آن فرجام خواسته شده‌است یعنی مورد دعوی فرجامی که مدعی آنرا از دادگاه فرجام می‌خواهد را فرجام‌خواسته می‌گویند.
کسی که علیه او دعوی فرجامی طرح می‌شود اصطلاحاً فرجام‌خوانده نامیده می‌شود و کسی که از حکمی یا قراری فرجام می‌خواهد یعنی مدعی در دعوی فرجامی است را فرجام‌خواه می‌گویند.

## فرجام تبعی
(دادرسی مدنی) فرجامی که خوانده دعوی فرجامی قبل از صدور رأی فرجامی نسبت بحکم مورد شکایت فرجامی (درقسمتی که آنرا مضر بحال خود ومخالف قانون می‌داند) تبعآ می‌دهد ولو اینکه مدت مقرر برای درخواست فرجام نسبت به او گذشته باشد. (ماده ۴۱۳ آئین دادرسی مدنی).

## فرجام ماهوی
(دادرسی کیفری) فرجام خواهی باستناد ماده ۴۳۰ مکرر قانون مجازات عمومی را گویند. این ماده نه صریحأ و نه ضمنأ و تلویحأ دلالت برفرجام ماهوی ندارد و مدلول آن عین مدلول ماده ۵۶۵ دادرسی مدنی است و مدلول ماده ۵۶۵ فرجام ماهوی درامر دادرسی مدنی تلقی نمی‌شود.